# Комокомонг
Комокомонг (англ. Qomoqomong) — одна з місцевих громад, що розташована в районі Цгутінг, Лесото. Населення місцевої громади у 2006 році становило 6760 осіб.